# Casa a la plaça de Sant Pere, 10 (Sant Cugat del Vallès)
La Casa a la plaça de Sant Pere, 10 és una obra de Sant Cugat del Vallès (Vallès Occidental) protegida com a Bé Cultural d'Interès Local.

## Descripció
Casa de dos cossos bastida sobre una porxada que forma part del conjunt de cases amb porxada del carrer Major. Destaca la doble arcada de pedra de punt rodó, menys ample que la de les edificacions adjacents. Possiblement les arcades siguin originals de l'època medieval.

## Història
Les voltes estan documentades des de 1413. En un document medieval consta que l'any 1417 a sota la porxada s'hi varen reunir el batlle i altres persones per decidir que calia fer amb l'església de Sant Pere d'Octavià, que era l'església parroquial romànica de la vila.
Aquesta edifici havia estat l'antiga fonda Garriga, que també s'anomenava Posada Nova. Durant el segle xix i bona part del XX es feia tertúlia, s'hi trobaven pagesos i vilatans.